# Диплутонийтригаллий
Диплутонийтригаллий — бинарное неорганическое соединение
плутония и галлия
с формулой Ga3Pu2,
кристаллы.

## Получение
- Сплавление стехиометрических количеств чистых веществ:

{\displaystyle {\mathsf {2Pu+3Ga\ {\xrightarrow {720^{o}C}}\ Ga_{3}Pu_{2}}}}

## Физические свойства
Диплутонийтригаллий образует кристаллы
гексагональной сингонии,

параметры ячейки a = 0,4378 нм, c = 0,3792 нм, Z = 0,5

.
Соединение образуется по перитектоидной реакции при температуре 720°С.

## Химические свойства
- Разлагается при нагревании, образуя плутонийдигаллий и плутонийгаллий:

{\displaystyle {\mathsf {Ga_{3}Pu_{2}\ {\xrightarrow {>720^{o}C}}\ Ga_{2}Pu+GaPu}}}